# 寶血小學

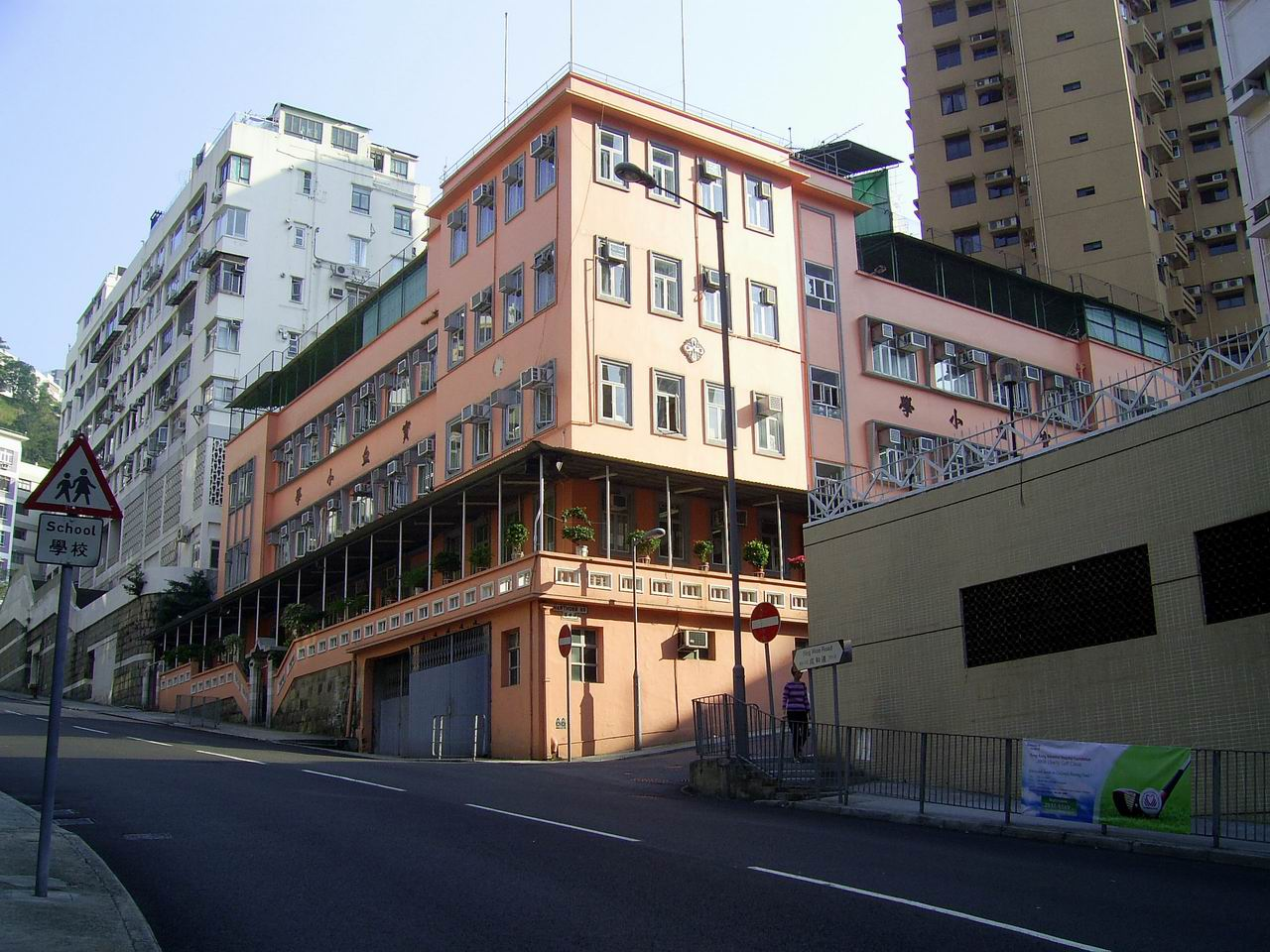
寶血小學校舍

寶血小學（英語：Precious Blood Primary School）是一所灣仔區全日制小學，位於灣仔區跑馬地成和道，成立於1945年，寶血女修會主辦。

## 學校歷史
1945年香港重光，戰後失學兒童眾多，寶血會呂燃金修女有見及此，在灣仔道租屋作校舍，定名為德貞第二女子中學，接受政府津貼，分為上下午校上課。初時僅開辦由幼稚園至初中，為著要解決初中畢業生升學問題，1954年得政府資助，在跑馬地成和道自建校舍一座，將灣仔道全部班級遷往跑馬地新校上課。由二零零三年開始，轉為全日制小學。

## 辦學宗旨
秉承寶血女修會之辦學精神，藉著教育傳播福音，以兒童為中心，致力提供全人發展的優質教育。創設愉快的學習環境，培養學生建立自信、積極學習的態度，務求令學生掌握解決困難的智慧及技巧，發揮堅毅不屈的精神。本著「智、義、勇、節」的校訓，締造校園內融和、友愛的氣氛，致力邁向教育多元化的新領域。

## 特色
寶血小學雖屬小型校園，學校推行小班教學，每班實施雙班主任制，均能照顧學生周全，升中派位良好，校風純樸。

## 學校設施
寶血小學校舍有1個課室，當中設有禮堂。全校裝置冷氣、電腦、電視、投影機及無線網絡。設施包括：
- 運動：

- 籃球場
- 操場

- 文化：

- 圖書館
- 英語室
- 音樂室
- 電腦資源中心

- 特別室：

- 會客室
- 多用途室
- 輔導室
- 社工室

## 班級結構
- 全校小一至小六，共18班
- 班名按次序：
  - 信{a}
  - 望{b}
  - 愛{c}
- 每級三班

## 重點或未來發展項目
重點以戲劇發展學生創意，參加幼聯小學英語教學計劃，提升學生英語水平；推行普通話教中文，發展數學校本課程；全面加強中、英、數的教學效能。

## 學生活動
寶血小學開辦不同的制服團隊，如小女童軍（港島東跑馬地分區）兩隊、小童軍〈港島地域灣仔區1482旅〉、幼童軍（港島地域灣仔區1482旅）美樂笛，合唱團，西樂組、基督小先鋒等。以循環課節上課，並在每循環周舉行興趣小組，提供多樣化的活動。

## 交通
- 電車
- 城巴: 1、1P、8X、19、117
- 九巴: 117
- 香港島專線小巴: 30

## 著名/傑出校友
- 史美倫（1961年小六）：香港政商界人士[2]
- 陳思齊（1994年小六）：前香港女藝人
- 蔡卓妍（1995年小六）：香港女歌手
- 蔡思貝（2003年小六）：香港女藝人
- 劉惠鳴：香港粵劇名伶[3]
- 梁鳳儀（1960年小六）：勤+緣媒體創辦人，作家[4][5]
- 施幸余（2000年小六）：香港女子游泳運動員[6]
- 莫竣林（2014年小六）︰現役香港棒球代表隊成員及現役香港五人制棒球代表隊成員
- 何廣沛（2000年小六）：香港男演員及主持
- 莊思敏：香港女演員
- 雷安娜：香港女歌手
- 張藝馨：香港女子劍擊運動員[7]
- 曾智華：前香港電台香港電台電台部中文台節目發展總監及第二台電台節目主持人[8]
- 陳南祿：香港賽馬會主席、前恒隆集團及恒隆地產行政總裁[9]
- 劉松仁（1963年小六）：香港男演員[10]
- 黎慶寧（1963年小六）：香港大學政治及公共行政學系榮譽教授、前香港保安司、保安局局長[10]
- 謝月美（至小五）：香港女演員及配音員[註 1]
- 朱俊傑（1999年小六上午校）：香港音樂製作人
- 鍾尚志（1966年小六）：前香港中文大學醫學院院長[11]
- 張小嫻：香港女性作家[12]